# 노스 스타 (1943년 영화)
《노스 스타》(영어: The North Star)는 미국에서 제작된 루이스 마일스톤 감독의 1943년 전쟁 영화이다. 앤 백스터, 데이나 앤드루스 등이 출연하였고, 새뮤얼 골드윈 등이 제작에 참여하였다.

## 출연진
- 앤 백스터
- 데이나 앤드루스
- 월터 휴스턴
- 월터 브레넌
- 앤 하딩
- 제인 위더스
- 팔리 그레인저
- 에리히 폰슈트로하임
- 딘 재거
- 칼 벤턴 리드
- 에스터 데일
- 폴 길포일
- 진 오도널
- 프랭크 윌콕스
- 에릭 로버츠
- 앤 카터
- 루스 넬슨
- 마르틴 코슬레크
- 로버트 라워리
- 찰스 베이츠
- 그레이스 큐나드

## 기타 제작진
- 협력 제작: 윌리엄 캐머런 멘지스
- 미술: 페리 퍼거슨